# Anlægsaktiv
Et anlægsaktiv er noget en virksomhed ejer eller på anden måde kontrollerer. Anlægsaktiverne udgør sammen med omsætningsaktiverne virksomhedes aktiver, som indgår i balance.
Mange anlægsaktiver har en begrænset brugstid – det gælder dog ikke undtagelsesfrit, f.eks. jord kan i reglen anvendes uendeligt. Disse aktiver med begrænses brugstid værdireguleres over denne ved afskrivninger i de enkelte år.
I den danske årsregnskabslov defineres anlægsaktiver som (bilag 1 pkt. C.2)
Aktiver, der er bestemt til vedvarende eje eller brug for virksomheden
- det er altså hensigten som afgør, om der er tale om et anlægsaktiv. Loven fastsætter ligeledes (bilag 2), at anlægsaktiverne skal underopdeles i:
- Imaterielle anlægsaktiver
- Materielle anlægsaktiver
- Finansielle anlægsaktiver

Der er i § 43 et krav om, at de imaterielle og materielle anlægsaktiver skal afskrives systematisk.